# Lilium Jet
Lilium Jet es un prototipo de avión eléctrico alemán de despegue y aterrizaje vertical (eVTOL) diseñado por Lilium GmbH. Está prevista una versión comercial de siete asientos.

## Historia
Lilium GmbH es una startup con sede en Alemania cofundada en 2015 por cuatro ingenieros aeroespaciales y diseñadores de productos (Daniel Wiegand, Sebastian Born, Patrick Nathen y Matthias Meiner), todos de la Universidad Técnica de Munich. Wiegand concibió originalmente el concepto básico en 2013. 
Desde entonces han desarrollado diferentes prototipos, los cuales los más importantes son:
- Lilium HEXA[6] Realizado en mayo de 2015 como parte de un hackaton.
- Lilium Falcon: realizado en octubre de 2015 de escala 1/2
- Lilium Dragon: realizado en febrero de 2016 de escala 1/5[7]
- Lilium Eagle: realizado en 2017, prototipo de dos asientos escala 1/1
- Lilium Phoenix: primer vuelo realizado en 2019
- Lilium Pegasus: en desarrollo, prototipo de 7 asientos. Aciturri desarrolla el fuselaje[8] y Aernnova desarrolla el sistema de sujeción del motor o flap.[9]

Está planeado un prototipo de 16 asientos.

## Uso
Lilium GmbH tiene previsto fundar con el Lilium Jet un servicio de taxi aéreo para la movilidad aérea urbana y la movilidad aérea avanzada. La empresa espera que se necesiten pilotos durante unos 10 años hasta que se transicione a vuelos autónomos.
Planean su entrada en servicio para 2025.